# Final da Copa do Mundo de Clubes da FIFA de 2016
A Final da Copa do Mundo de Clubes da FIFA de 2016 foi a 13ª final desta competição, realizada anualmente pela FIFA. Foi disputada no Estádio Internacional de Yokohama, em Yokohama, no dia 18 de dezembro.

## Caminhos até a final
| Real Madrid  | Real Madrid  | Copa do Mundo de Clubes da FIFA de 2016 | Kashima Antlers   | Kashima Antlers |
| Time         | Resultado    | Copa do Mundo de Clubes da FIFA de 2016 | Time              | Resultado       |
| ------------ | ------------ | --------------------------------------- | ----------------- | --------------- |
| Não disputou | Não disputou | Play-off                                | Auckland City     | 2–1             |
| Não disputou | Não disputou | Quartas de Final                        | Mamelodi Sundowns | 2–0             |
| América      | 2–0          | Semifinais                              | Atlético Nacional | 3–0             |

## A partida

### O Jogo
Na final do Mundial de 2016, o Real Madrid sem sombra de dúvidas era o favorito. Iria enfrentar o representante do país sede, Kashima Antlers, que fez bela campanha, mas que não tirava o favoritismo do time espanhol. Com a bola rolando, o Real Madrid não demorou muito para abrir o marcador na partida. Aos 9 minutos Modric recebeu livre na entrada da área e chutou. Sogahata espalmou nos pés de Benzema e o francês anotou o gol dos merengues. Os japoneses então se animaram e chegaram ao gol de empate no último minuto da primeira etapa. Doi recebeu na ponta esquerda e cruzou para Shibasaki. O meia ainda contou com o erro de Varane para chutar no canto esquerdo de Navas.
A segunda etapa começou cheia de emoções. Shibasaki aproveitou saída errada de Sergio Ramos, driblou Varane na entrada da área e bateu no cantinho para virar a partida. O time do Real Madrid reagiu e chegou ao empate minutos depois. Vázquez invadiu a área e foi derrubado por Yamamoto. Cristiano Ronaldo bateu com categoria e empatou. Mesmo buscando o gol da virada, os espanhóis ainda sofreram pressão perto do final do jogo. Fabrício, que entrou no segundo tempo, chutou da entrada da área e Navas salvou o Rea Madrid.
A partida foi decidida na prorrogação. Cristiano Ronaldo entrou em ação mais uma vez para colocar o Real Madrid no topo do mundo pela quinta vez conquistando o bicampeonato mundial da FIFA (até então, o Real Madrid já havia vencido 1 Copa do Mundo de Clubes da FIFA e 3 Copa Intercontinental). O gol da virada veio após passe de Benzema para o português. Ele apareceu livre no meio da área e tocou com a perna esquerda para o gol. Ainda no primeiro tempo da prorrogação CR7 dominou um chute de Kross e deu números finais à partida: 4 a 2. O Real Madrid novamente era campeão mundial. Foi a segunda vez que o rival de um europeu na final do Mundial de Clubes fez mais de um gol, sendo a primeira quando o Boca Juniors perdeu de 4 a 2, no tempo normal, para o Milan, em 2007. Foi também a terceira vez que uma final de Mundial FIFA foi para a prorrogação (segunda tendo um time europeu em campo) e a quinta vez que o europeu empatou ou perdeu no tempo normal, lembrando que a final de 2000 foi disputada entre dois clubes brasileiros.

### Detalhes da partida
| 18 de dezembro | Real Madrid                                         | 4 – 2 (pro) | Kashima Antlers    | Estádio Internacional, Yokohama            |
| 19:30          | Benzema 9' · Cristiano Ronaldo 60' (pen), 98', 104' | Relatório   | Shibasaki 44', 52' | Público: 68 742 Árbitro: ZAM Janny Sikazwe |

| Real Madrid | K. Antlers |

| REAL MADRID:    |    |                   |      |      |
|                 |    |                   |      |      |
| G               | 1  | Keylor Navas      |      |      |
| LD              | 2  | Daniel Carvajal   | 102' |      |
| Z               | 5  | Raphaël Varane    |      |      |
| Z               | 4  | Sergio Ramos      | 55'  | 108' |
| LE              | 12 | Marcelo           |      |      |
| M               | 19 | Luka Modrić       |      | 106' |
| M               | 14 | Casemiro          | 100' |      |
| M               | 8  | Toni Kroos        |      |      |
| A               | 17 | Lucas Vázquez     |      | 81'  |
| A               | 9  | Karim Benzema     |      |      |
| A               | 7  | Cristiano Ronaldo |      | 112' |
| Substituições:  |    |                   |      |      |
| M               | 22 | Isco              |      | 81'  |
| M               | 16 | Mateo Kovačić     |      | 106' |
| Z               | 6  | Nacho             |      | 108' |
| A               | 21 | Álvaro Morata     |      | 112' |
| Treinador:      |    |                   |      |      |
| Zinédine Zidane |    |                   |      |      |

| KASHIMA ANTLERS: |    |                  |     |      |
|                  |    |                  |     |      |
| G                | 21 | Hitoshi Sogahata |     |      |
| LD               | 22 | Daigo Nishi      |     |      |
| Z                | 23 | Naomichi Ueda    |     |      |
| Z                | 3  | Gen Shoji        |     |      |
| LE               | 16 | Shuto Yamamoto   | 58' |      |
| M                | 25 | Yasushi Endo     |     | 102' |
| M                | 10 | Gaku Shibasaki   |     |      |
| M                | 40 | Mitsuo Ogasawara |     | 67'  |
| M                | 6  | Ryōta Nagaki     |     | 114' |
| A                | 33 | Mu Kanazaki      |     |      |
| A                | 8  | Shoma Doi        |     | 88'  |
| Substituições:   |    |                  |     |      |
| M                | 11 | Fabrício         | 93' | 67'  |
| A                | 34 | Yuma Suzuki      |     | 88'  |
| Z                | 24 | Yukitoshi Ito    |     | 102' |
| A                | 18 | Shuhei Akasaki   |     | 114' |
| Treinador:       |    |                  |     |      |
| Masatada Ishii   |    |                  |     |      |

| Bandeirinhas: KEN Marwa Range ANG Jerson dos Santos Quarto árbitro: HUN Viktor Kassai Quinto árbitro: HUN György Ring VAR árbitros: NED Danny Makkelie SVN Damir Skomina GAM Bakary Gassama | Regras de jogo - 90 minutos. - 30 minutos de Prorrogação se necessário. - Disputa por pênaltis, se o placar ainda não tiver sido classificado. - Doze nomeados substitutos. - Máximo de três substituições, com um quarto sendo permitido no tempo extra. |

### Estatísticas
|                   | Real Madrid | Kashima Antlers |
| ----------------- | ----------- | --------------- |
| Gols marcados     | 4           | 2               |
| Chutes            | 30          | 11              |
| Chutes a gol      | 12          | 5               |
| Posse de bola     | 59%         | 41%             |
| Escanteios        | 14          | 6               |
| Faltas cometidas  | 17          | 19              |
| Impedimentos      | 2           | 4               |
| Cartões amarelos  | 3           | 2               |
| Cartões vermelhos | 0           | 0               |

## Premiações
| Copa do Mundo de Clubes da FIFA 2016 |
| Espanha                              |
| ------------------------------------ |
| Real Madrid Campeão (2º título)      |

Fair Play
| Fair play | Kashima Antlers |

### Individuais
| Bola de Ouro                    | Bola de Prata             | Bola de Bronze                   | Melhor jogador da partida       |
| ------------------------------- | ------------------------- | -------------------------------- | ------------------------------- |
| Cristiano Ronaldo (Real Madrid) | Luka Modrić (Real Madrid) | Gaku Shibasaki (Kashima Antlers) | Cristiano Ronaldo (Real Madrid) |

Fonte: